# Кръсто Янков
Кръсто Янков (Яков) Петров Фишегоновски е български зограф, представител на Дебърската художествена школа.

## Биография
Кръсто Янков е роден в 1854 година в дебърската паланка Галичник, Западна Македония. Работи заедно с баща си Янко Петров из Влашко, като рисува из църквите. По-късно се отделя от баща си и се установява да работи в Северозападна България – рисува из Видин, Видинско и Кулско. В 1884 година се наема с украсата на църквата „Рождество Богородично“ в Големаново. Рисува из църквите „Възнесение Господне“ в Раброво, „Свети Николай“ в Шишенци, Войница, „Света Троица“ в Бойница, „Света Троица“ в Тияновци, „Свети Димитър“ в Гъмзово, „Св. св. Петър и Павел“ в Гомотарци, Ново село, „Свети Николай“ във Връв, „Света Троица“ в Капитановци и други. Автор е на много отделни икони из църквите във Видинско, както и за видинските църкви „Свети Пантелеймон“ и „Свети Николай“.
В 1897 година заминава за Калафат и изрисува църквата, след като предишните зографи били уволнени поради некъдърност.
Умира във Видин на 6 ноември 1919 година.